# American Music Award para Vídeo Musical Favorito
O American Music Award para Vídeo Musical Favorito (do original em inglês, American Music Award for Favorite Music Video) é uma das atuais categorias do American Music Award, premiação estabelecida em 1974 para reconhecer destaques do mercado fonográfico estadunidense. Esta categoria foi iniciada na edição de 2016 como American Music Award for Video of the Year (American Music Award para o Vídeo do Ano), sendo rebatizada para a nomenclatura atual em 2019.
O cantor canadense Justin Bieber foi o primeiro vencedor da categoria pelo vídeo musical de sua canção "Sorry", sendo esta a sua única indicação ao prêmio desde então. A cantora e compositora estadunidense Taylor Swift é a maior vencedora da categoria, com os prêmios conquistados em 2019, 2020 e 2022. O rapper canadense Drake, por sua vez, possui a marca de 3 indicações ao prêmio sem nenhuma vitória. 

## Vencedores e indicados
| Ano  | Vencedor(s)    | Obra                             | Indicados | Ref.  |
| ---- | -------------- | -------------------------------- | --- | ----- |
| 2016 | Justin Bieber  | "Sorry"                          | - Desiigner — "Panda" - Rihanna (com Drake) — "Work"                                                                                    | [ 4 ] |
| 2017 | Bruno Mars     | "That's What I Like"             | - Luis Fonsi e Daddy Yankee — "Despacito" - Ed Sheeran — "Shape of You"                                                                 |       |
| 2018 | Camila Cabello | "Havana"                         | - Cardi B — "Bodak Yellow" - Drake — "God's Plan"                                                                                       |       |
| 2019 | Taylor Swift   | "You Need to Calm Down"          | - Billie Eilish — "Bad Guy" - Ariana Grande — "7 Rings" - Halsey — "Without Me" - Lil Nas X (com Billy Ray Cyrus) — "Old Town Road"     |       |
| 2020 | Taylor Swift   | "Cardigan"                       | - Doja Cat — "Say So" - Future (com Drake) — "Life Is Good" - Lady Gaga e Ariana Grande — "Rain on Me" - The Weeknd — "Blinding Lights" | [ 5 ] |
| 2021 | Lil Nas X      | "Montero (Call Me by Your Name)" | - Silk Sonic — "Leave the Door Open" - Cardi B — "Up" - Olivia Rodrigo — "Drivers License" - The Weeknd — "Save Your Tears"             | [ 6 ] |
| 2022 | Taylor Swift   | All Too Well: The Short Film     | - Adele — "Easy on Me" - Bad Bunny — "Me Porto Bonito" - Lil Nas X (com Jack Harlow) — "Industry Baby" - Harry Styles — "As It Was"     | [ 7 ] |